# Neslovice, Brno-venkov
Neslovice là một làng thuộc huyện Brno-venkov, vùng Jihomoravský, Cộng hòa Séc.